# Édouard Poynings
Édouard Poynings (1459-1521) est Lord Deputy d'Irlande de 1494 à  1496 pour le roi  Henri VII  d'Angleterre  il est à l’initiative de la  « loi Poynings ».

## Biographie
Edouard Poynings est un noble anglais qui a pris part à la révolte d’Henri Tudor contre Richard III d'Angleterre.
Exilé en Bretagne avec le prétendant il devient un ses premiers partisans. Pour le remercier de ses services ce dernier devenu le roi Henri VII d'Angleterre le nomme « Lord Deputy d’Irlande » avec pour mission de rétablir l’autorité royale dans le Pale et auprès des grandes familles Hiberno-normandes notamment celle du « Lord Deputy »  Garret Mor dont il juge, à juste titre, la fidélité incertaine après la tentative d’usurpation de Lambert Simnel.
Edouard Poynings au cours d’une expédition dans le nord de l’Irlande fait arrêter en février son prédécesseur qu’il soupçonne de collusion avec les clans gaéliques du nord. Le Comte de Kildare est incarcéré dans la Tour de Londres jusqu’en 1496.
Lord Poynings convoque en décembre 1494 le Parlement Irlandais et lui fait voter les « Statuts de Drogheda » plus connus sous le nom de « Loi Poynings ». Ce texte qui reste en vigueur jusqu’en 1782 d’aspect inoffensif, a de lourdes conséquences par la suite dans la mesure où il stipule « qu'aucune loi votée par un Parlement Irlandais ne sera valable si elle ne porte pas le sceau du roi d’Angleterre en son conseil ».
Rappelé en Angleterre et remplacé par Gerald FitzGerald, 8e comte de Kildare rétabli dans toutes ses prérogatives, Edouard Poynings  reçoit en récompense la fonction de « Gardiens des Cinq Ports » qu’il exerce  de 1509 à sa mort.
Il est employé par le roi et son successeur Henri VIII d'Angleterre pour des missions diplomatiques comme les négociations qui débouchent sur la signature de la Saint Ligue contre la France en 1511. Il participe également à l'entrevue du Camp du Drap d'Or en 1520.
De son union avec Elisabeth Scot il ne laisse aucun descendant.

## Sources
- (en) Cet article est partiellement ou en totalité issu de l’article de Wikipédia en anglais intitulé « Edward Poynings » (voir la liste des auteurs), édition du 21 décembre 2008.